# 利于
利于（法語：Lihus）是法国瓦兹省的一个市镇，位于该省西北部，属于博韦区。该市镇总面积16.03平方公里，2009年时的人口为374人。

## 人口
利于人口变化图示